# Marita Sander-Schale
Annika Marita Sander-Schale, född 8 december 1946 i Sofia församling i Jönköping, är en folkpartistisk politiker och fd. regionråd i Region Skåne. 

## Uppdrag iRegion Skåne
- Regionråd
- 1:e vice ordförande vårdproduktionsberedningen
- Fd. ledamot i regionstyrelsen
- Fd. ledamot i regionstyrelsens Arbetsutskott
- Ledamot i regionfullmäktige